# F1 (serie)
F1 es una serie de videojuegos de carreras de Codemasters bajo el lema EA Sports desde 2021. La serie tiene la licencia oficial del Campeonato Mundial de Fórmula 1 de la FIA, con el Campeonato de Fórmula 2 de la FIA disponible desde el juego de 2019. Se han lanzado un total de veintidós juegos hasta la fecha, con la última entrega de la serie, F1 24, lanzada en mayo de 2024.

## Historial de lanzamientos
La división Electronic Arts' EA Sports comenzó la serie con F1 2000. Se lanzaron seis juegos entre 2000 y 2003, cuando Image Space Incorporated y Visual Science se hicieron cargo de la PC y las versiones de consola respectivamente. Juegos inteligentes también participó en la producción de F1 Manager para Microsoft Windows en 2000.
Codemasters adquirió la licencia después del final de la propia serie de videojuegos de Fórmula 1 de Sony, desarrollada por el motor Ego. Lanzan cada juego de la serie a un ritmo anual, un juego por temporada, con el primer juego disponible en Wii, PlayStation Portable y  iOS en 2009. Feral Interactive y Sumo Digital alguna vez fueron responsables del trasplante de plataforma. Las secuelas posteriores se lanzaron en consolas y computadoras contemporáneas que no son de Nintendo. Tras la adquisición de Electronic Arts en 2021, F1 2019 y F1 2020 estuvieron disponibles en EA Play, entre la serie Dirt, la serie Grid y la serie Project CARS.
Desde que EA adquirió Codemasters en 2021, EA ha vuelto a recuperar los derechos del título de F1, y EA Sports vuelve a publicar la nueva entrega de la serie, F1 2021. El juego se lanzó en julio de 2021 y fue el primer juego de la serie disponible para la novena generación de consolas de videojuegos.

## Videojuegos
| Videojuego                  | GameRankings | Metacritic                                                            |
| --------------------------- | ------------ | --------------------------------------------------------------------- |
| F1 2000                     | {{{gr1}}}    | n/a                                                                   |
| F1 Championship Season 2000 | {{{gr2}}}    | - PC: 71/100 - PS: 66/100 - PS2: 70/100                               |
| F1 Manager                  | {{{gr3}}}    | n/a                                                                   |
| F1 2001                     | {{{gr4}}}    | - PC: 79/100 - PS2: 83/100 - XBOX: 83/100                             |
| F1 2002                     | {{{gr5}}}    | - GC: 71/100 - PC: 81/100 - PS2: 81/100                               |
| F1 Career Challenge         | {{{gr6}}}    | - PS2: 70/100                                                         |
| F1 2009                     | {{{gr7}}}    | - PSP: 68/100 - Wii: 69/100                                           |
| F1 2010                     | {{{gr8}}}    | - PC: 84/100 - PS3: 84/100 - X360: 84/100                             |
| F1 2011                     | {{{gr9}}}    | - 3DS: 59/100 - PC: 83/100 - PS3: 82/100 - PSV: 66/100 - X360: 84/100 |
| F1 2012                     | {{{gr10}}}   | - PC: 80/100 - PS3: 81/100 - X360: 84/100                             |
| F1 Race Stars               | {{{gr11}}}   | - PC: 62/100 - PS3: 61/100 - WiiU: 61/100 - X360: 64/100              |
| F1 2013                     | {{{gr12}}}   | - PC: 77/100 - PS3: 77/100 - X360: 79/100                             |
| F1 2014                     | {{{gr13}}}   | - PC: 61/100 - PS3: 62/100 - X360: 64/100                             |
| F1 2015                     | {{{gr14}}}   | - PC: 61/100 - PS4: 65/100 - XONE: 64/100                             |
| F1 2016                     | {{{gr15}}}   | - iOS: 66/100 - PC: 86/100 - PS4: 82/100 - XONE: 85/100               |
| F1 2017                     | {{{gr16}}}   | - PC: 89/100 - PS4: 86/100 - XONE: 84/100                             |
| F1 2018                     | {{{gr17}}}   | - PC: 83/100 - PS4: 84/100 - XONE: 84/100                             |

### La era exterior de EA Sports (2000–2003)

#### F1 2000(2000)
El primer videojuego de la serie fue desarrollado por Visual Science para PlayStation y Image Space Incorporated para Microsoft Windows. El juego estuvo inicialmente disponible el 29 de febrero de 2000.

#### F1 Championship Season 2000(2000)
Un segundo videojuego basado en el 2000 Formula One World Championship fue lanzado inicialmente por EA Sports para PlayStation, Microsoft Windows, PlayStation 2 y Game Boy Color el 28 de septiembre de 2000.

#### F1 Manager(2000)
Un juego derivado desarrollado por Intelligent Games estuvo disponible para Microsoft Windows el 6 de octubre de 2000. El juego presenta una simulación de gestión de diez años dentro de un equipo de Fórmula 1.

#### F1 2001(2001)
F1 2001 posee la licencia oficial del 2001 Formula One World Championship. Fue lanzado para las plataformas Microsoft Windows, PlayStation 2 y Xbox.

#### F1 2002(2002)
Un quinto juego de la serie, titulado F1 2002, fue lanzado para Xbox, Microsoft Windows, PlayStation 2, GameCube y Game Boy Advance.

#### F1 Career Challenge(2003)
El último videojuego de la serie desarrollado por Visual Science, titulado F1 Career Challenge o F1 Challenge '99–'02, estuvo disponible para GameCube, Microsoft Windows, PlayStation 2, Xbox en junio de 2003. El juego presenta cuatro temporadas Fórmula 1 entre 1999 y 2002.

### La era independiente de Codemasters (2009–2020)

#### F1 2009(2009)
F1 2009, el primer videojuego de Codemasters, se anunció en mayo de 2008 después de que Codemasters obtuviera la licencia oficial de Videojuego de Fórmula 1. El juego fue desarrollado por Sumo Digital y se basó en la temporada del 2009 Formula One World Championship. Fue lanzado inicialmente el 16 de noviembre de 2009 y disponible para las plataformas Wii y PlayStation Portable.

#### F1 2010(2010)
F1 2010 se basó en el temporada 2010 del Formula One World Championship. El juego fue lanzado a tres nuevas plataformas, Microsoft Windows, PlayStation 3 y Xbox 360 el 22 de septiembre de 2010.

#### F1 2011(2011)
Basado en el 2011 Formula One World Championship, F1 2011 se lanzó inicialmente el 20 de septiembre de 2011 como el tercer juego de la franquicia. Además de las plataformas en las que se lanzó F1 2010, el juego también estaba disponible en Nintendo 3DS y PlayStation Vita.

#### F1 2012(2012)
Un cuarto juego de Codemasters titulado en la serie F1 fue anunciado el 18 de marzo de 2012, coincidiendo con la primera carrera del  temporada 2012. Estaba disponible en Microsoft Windows, PlayStation 3 y Xbox 360 el 21 de septiembre de 2012. El 20 de diciembre de 2012 se lanzó una versión de Mac OS X porteado de Feral Interactive.

#### F1 Race Stars(2012)
Un spin-off juego de carreras de karts, titulado F1 Race Stars, se lanzó inicialmente el 13 de noviembre de 2012. Se basó libremente en el temporada 2012 de Fórmula 1, con bucles, saltos y atajos en varios circuitos de Fórmula 1 rediseñados. El juego fue porteado a la plataforma Wii U bajo el título F1 Race Stars: Powered Up Edition, donde fue lanzado el 16 de enero de 2014.

#### F1 2013(2013)
F1 2013 es el sexto videojuego de Codemasters basado en la temporada 2013 de Fórmula 1 desarrollado por Codemasters. Se lanzó inicialmente el 4 de octubre de 2013 en Microsoft Windows, PlayStation 3 y Xbox 360, con una versión Mac OS X de Feral Interactive a principios de 2014.

#### F1 2014(2014)
F1 2014 presenta nuevos autos híbridos presentados en la temporada 2014. Fue el último juego de la serie lanzado para séptima generación de consolas de videojuegos Xbox 360 y PlayStation 3.

#### F1 2015(2015)
F1 2015 es el primer juego de la franquicia que estuvo disponible para la octava generación de consolas de videojuegos PlayStation 4 y Xbox One. Fue lanzado el 10 de julio de 2015 y basado en la Temporada 2015 de Fórmula 1, con la temporada 2014 como contenido adicional.

#### F1 2016(2016)
El noveno videojuego de Codemasters que continúa con el título de Formula One fue lanzado el 19 de agosto de 2016 en Microsoft Windows, PlayStation 4 y Xbox One. Contó con todos los pilotos y equipos del 2016 Formula One World Championship. El juego recibió cuatro plataformas más, macOS, iOS, Android y tvOS.

#### F1 2017(2017)
F1 2017 es el décimo videojuego de la serie de Codemasters y está basado en el 2017 Formula One World Championship. Fue lanzado para Microsoft Windows, PlayStation 4 y Xbox One el 25 de agosto de 2017. Tras la fundación de la Formula One eSports Series, el juego se utilizó en su temporada de debut. El juego también presenta varios autos clásicos. Ellos también editaron circuitos cortos en el juego.

#### F1 2018(2018)
F1 2018 es el decimosexto videojuego oficial del FIA Formula One World Championship, y el undécimo de la franquicia de Codemasters. Estaba disponible para Microsoft Windows, PlayStation 4 y Xbox One el 24 de agosto de 2018. Además de los autos que compitieron en la temporada 2018 de Fórmula 1, el juego también incluye varios autos clásicos de Fórmula 1.

#### F1 2019(2019)
Además del 2019 Formula One World Championship, F1 2019 también posee la licencia oficial del 2019 FIA Formula 2 Championship, con el temporada 2018 disponible desde el lanzamiento. Al igual que su predecesor F1 2018, el juego también contiene varios autos clásicos. El juego también presenta un DLC que se centró en la rivalidad entre Prost y Senna.

#### F1 2020(2020)
F1 2020 es el videojuego oficial del 2020 Formula 1 y Formula 2 Championships (temporada 2019 desde el lanzamiento con la temporada 2020 agregada en una actualización). El juego permite a los jugadores crear su propio equipo, además de seguir su tendencia de agregar autos clásicos adicionales a la serie. Presenta el campeonato tal como se había diseñado originalmente. El juego se lanzó el 10 de julio de 2020 para Microsoft Windows, PlayStation 4, Xbox One y Stadia.

### El regreso de EA (2021–presente)

#### F1 2021(2021)
Codemasters anunció F1 2021 el 15 de abril de 2021 como el juego oficial del 2021 Formula One y Formula 2 Championships. El juego contará con un modo historia y nuevos circuitos que incluyen Imola, Portimão y el nuevo calendario Jeddah. Fue lanzado para Microsoft Windows, PlayStation 4, PlayStation 5, Xbox One y Xbox Series X/S el 16 de julio de 2021, con EA Sports publicando el juego por primera vez desde F1 Career Challenge en 2003.

#### F1 2022(2022)
F1 22 se reveló el 21 de abril de 2022, y tanto Codemasters como EA Sports volvieron a trabajar en el juego. Es un videojuego oficial de los campeonatos de Fórmula 1 y Fórmula 2 de 2022, junto con F1 Manager 2022 de Frontier Developments. Fue lanzado el 1 de julio de 2022 para las plataformas Microsoft Windows, PlayStation 4, PlayStation 5, Xbox One y Xbox Series X/S a través de Steam y Epic Games Store, que es el fin de semana del Gran Premio de Gran Bretaña de 2022. La Champions Edition del juego se lanzó tres días antes, el 28 de junio de 2022.

#### F1 2023(2023)
F1 23 fue presentado el 1 de marzo de 2023 por sus desarrolladores como un «nuevo comienzo» para la serie. Codemasters, que trabajó en la serie desde F1 2009, e EA Sports volvieron a trabajar en el juego. El 28 de abril de 2023 se lanzó un nuevo tráiler que muestra al equipo «Konnersport Butler Global Racing Team», y el tráiler oficial se lanzó el 3 de mayo de 2023. Antes de la revelación, se puso a disposición una versión beta cerrada.
El juego presenta dos portadas, con Max Verstappen en la portada de la «edición de campeones» y a Charles Leclerc, Lewis Hamilton y Lando Norris en la portada de la edición estándar. El juego se lanzó para Microsoft Windows, PlayStation 4, PlayStation 5, Xbox One, Xbox Series X/S y Linux el 16 de junio de 2023, con la edición de campeones disponible tres días antes, el 13 de junio de 2023.

## Portada
| Videojuego | Pilotos en la portada |
| ---------- | --- |
| F1 2012    | Lewis Hamilton Bruno Senna Vitaly Petrov                                                                                    |
| F1 2015    | Felipe Massa Daniel Ricciardo Sebastian Vettel Lewis Hamilton Fernando Alonso                                               |
| F1 2016    | Romain Grosjean Sergio Pérez Nico Rosberg Lewis Hamilton Sebastian Vettel Daniel Ricciardo Max Verstappen                   |
| F1 2017    | Felipe Massa Daniel Ricciardo Sebastian Vettel Lewis Hamilton Max Verstappen Fernando Alonso Sergio Pérez Stoffel Vandoorne |
| F1 2018    | Max Verstappen Lewis Hamilton Sebastian Vettel                                                                              |
| F1 2019    | Sebastian Vettel Lewis Hamilton                                                                                             |
| F1 2020    | Max Verstappen Lewis Hamilton Sebastian Vettel Daniel Ricciardo                                                             |
| F1 2021    | Max Verstappen Lewis Hamilton Charles Leclerc                                                                               |